# Coprosma ochracea
Coprosma ochracea är en måreväxtart som beskrevs av Walter Reginald Brook Oliver. Coprosma ochracea ingår i släktet Coprosma och familjen måreväxter.
Artens utbredningsområde är Hawaii. Inga underarter finns listade i Catalogue of Life.